# Thomas Aigner
Thomas Aigner   (1957) és un geòleg alemany especialitzat en la sedimentologia i un professor de la Universitat de Tübingen.
Aigner estudià geologia i paleontologia a Stuttgart, Tübingen i Reading. La seva tesi de l'any 1982 va ser sobre la localització de les piràmides de l'altiplà de Giza (Egipte). L'any 1985 sobre els dipòsits originats per tempestes i va ser investigador postdoctoral al Senckenberg Institute (Wilhelmshaven) i la Universitat de Miami. Després va ser geòleg del petroli per a la companyia Shell a Rijswijk i Houston (anàlisi de les conques sedimentàries com a font de petroli). Entre 1988-1990 va ser professor a Würzburg. El 1991 va esdevenir professor de geologia sedimentària a Tübingen. Continua treballant com a geòleg del petroli per a la Shell a Qatar i Oman.

## Escrits
- Schalenpflaster im Unteren Hauptmuschelkalk bei Crailsheim (Württ., Trias, mo1). Stratinomie, Ökologie, Sedimentologie. In: Neues Jahrbuch für Geologie und Paläontologie, Abhandlungen, 153, 1977, S. 193-217
- Schill-Tempestite im Oberen Muschelkalk (Trias, SW-Deutschland). In: Neues Jahrbuch für Geologie und Paläontologie, Abhandlungen, 157, 1979, S. 326-343
- amb Gerhard H. Bachmann i Hans Hagdorn: Zyklische Stratigraphie und Ablagerungsbedingungen von Hauptmuschelkalk, Lettenkeuper und Gipskeuper. In: Jahresberichte und Mitteilungen des oberrheinischen geologischen Vereins, N.F., 72, 1990, S. 125-143
- amb Gerhard H. Bachmann: Sequence Stratigraphy of the German Muschelkalk. In: Hans Hagdorn u. Adolf Seilacher (Hrsg.) Muschelkalk. Schöntaler Symposium 1991. Sonderbände der Gesellschaft für Naturkunde in Württemberg, Bd. 2. Korb, 1993, S. 15-18
- Dynamische Stratigraphie des Hauptmuschelkalks im südwestdeutschen Becken. In: Jahreshefte der Gesellschaft für Naturkunde in Württemberg, 141, 1999, S. 33-55
- Dynamische Stratigraphie des Oberen Muschelkalks am Beispiel Süddeutschlands. In: Norbert Hauschke & Volker Wilde (Hrsg.) Trias. Mitteleuropa im frühen Erdmittelalter. München, 1999, S. 115-128